# Еламський клинопис
Еламський клинопис — система письма, якою користувалися мешканці стародавньої держави Елам. Був різновидом вавилоно-ассирійського клинопису.

## Ареал і час розповсюдження

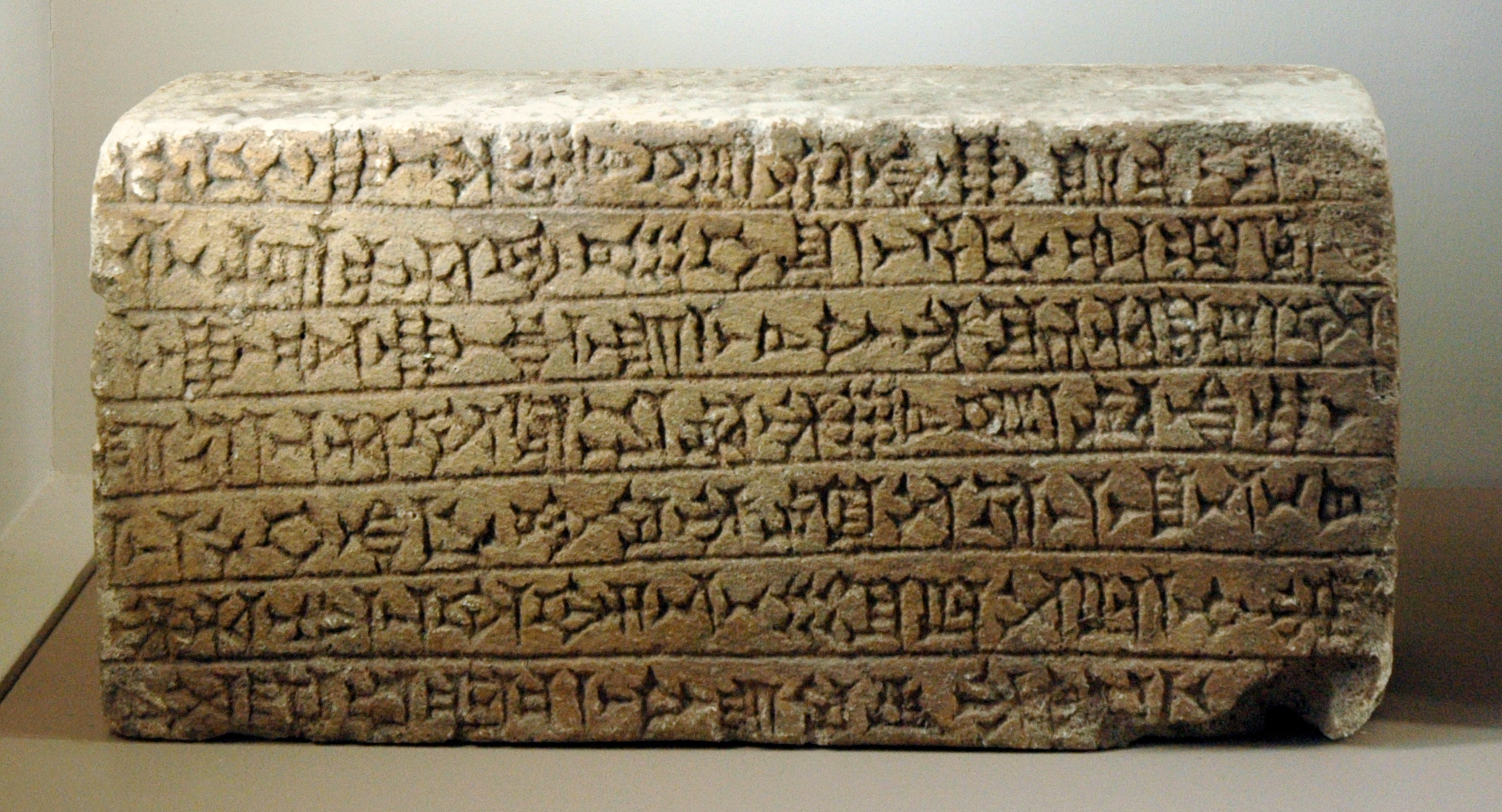
Зразок еламського клинопису

Носії еламського мови населяли південну і південно-західну області Ірану — Хузестан (пор. давньоперську назву Еламу Hujiyā) і Фарс (а можливо, та інші області Іранського нагір'я) щонайменше з III тис. до. н. е.
У III тисячолітті до н. е. з шумеро-аккадських джерел відомий цілий ряд Еламських міст-держав: Шушен (Шушун, Сузи), Аншан (Анчан, нині городище Тепе-Малья біля суч. Шираза в Фарсі), Симашко, Б. Парахсе (пізніше Мархаші), Адамдун та багато інших.
У II тисячолітті до н. е. найважливішими складовими частинами Еламу були Шушен і Анчан. Після входження Еламу до складу ахеменідської держави в середині VI ст. до н. е. Еламська мова ще щонайменше впродовж двох століть зберігала панівне становище в країні, як це випливає з еламських текстів. Згодом вона поступилася місцем перській мові та була остаточно втрачена.

## Джерело
- http://www.philology.ru/linguistics4/dyakonov-79.htm [Архівовано 2 січня 2014 у Wayback Machine.]